# Геллер Юхим Петрович
Юхи́м Петро́вич Ге́ллер (рос. Ефим Петрович Геллер; нар. 8 березня 1925, Одеса, Одеська округа, УРСР — пом. 17 листопада 1998, Передєлкіно, Ленінський район, Московська область, Росія) — радянський шахіст єврейського походження, міжнародний гросмейстер (1952), претендент на світову першість у 1950—1970-х роках, шаховий теоретик, аналітик і тренер.
Дворазовий чемпіон СРСР, чотириразовий чемпіон УРСР.

## Життєпис
Учасник німецько-радянської війни. У 24 роки дебютував у першості СРСР (1949) і відразу претендував на титул чемпіона СРСР, тільки на півочка відставши від перших двох призерів Давида Бронштейна та Василя Смислова.
Чемпіонат СРСР 1979 року був за складом учасників наймолодшим. У ньому грали 16-річний Гаррі Каспаров, 19-річний Артур Юсупов, 20-річний Сергій Долматов, 26-річний Олександр Бєлявський, 28-річний Рафаель Ваганян. Проте, борючись з істинно юнацьким натхненням, переміг у турнірі 54-річний Юхим Геллер.
Геллер виходив переможцем у двох першостях СРСР (1955 і 1979) і понад двадцяти великих міжнародних турнірах, зокрема в Дрездені (1959), Бевервейку (1965), Кисловодську (1966), Скоп'є (1967), Вейк-ан-Зее (1969 і 1977), Москві (1975), Лас-Палмасі (1976 і 1980), Берні (1987) й інших. Протягом 30 років Геллер був претендентом на світову першість, але тільки одного разу дійшов до півфінального матчу з Борисом Спаським в 1965.
Юхим Геллер також чотириразовий переможець чемпіонатів України 1950, 1957, 1958, 1959 років.
1970 року входив до збірної СРСР, що грала в Белграді так званий «Матч століття» проти збірної решти світу. На шостій дошці переміг Светозара Глігорича з рахунком 2,5:1,5 (+1=3).
Його шахове кредо: «Найбільше мені подобається логіка шахів, можливість аналізувати, творити». Таємниці відкривалися йому у всіх стадіях партії. Кажучи про досягнення Геллера-теоретика і аналітика, Михайло Ботвинник писав в 1968: «Тепер ідеї Геллера в галузі дебютів, у галузі тієї частини партії, яка пов'язує дебют із серединою гри, стали загальним надбанням. По суті, до Геллера такі сучасні початки, як всі ці індійські та староіндійські побудови, ми як слід не розуміли. Ідеї його яскраві, і це стосується не тільки дебюту, але також міттельшпілю й ендшпілю».
У партіях самого Геллера можна знайти чимало глибоких стратегічних маневрів, етюдних закінчень, блискучих комбінаційних атак. Юхим Петрович був справжнім художником шахів і справжнім бійцем за дошкою.
Протягом багатьох років Геллер був тренером в особистих і командних змаганнях, зберігав гарну спортивну форму. В 1991 Василь Смислов і Геллер — «лід і полум'я!» — знов опинилися разом на одній вершині, ставши переможцями першого чемпіонату світу серед «сеньйорів». За додатковими показниками на перше місце вийшов Смислов. Але вже в наступному, 1992 року, на турнірі в Німеччині Геллер став одноосібним переможцем і здобув звання чемпіона світу серед «сеньйорів».
Був одним з небагатьох гросмейстерів, у яких був загальний позитивний рахунок у зустрічах з п'ятьма чемпіонами світу: Максом Ейве, Михайлом Ботвинником (4:1), Василем Смисловим (10:7), Тиграном Петросяном (4:2) і Робертом Фішером (5:3). У 1976 на чемпіонаті СРСР Геллер виграв блискучу партію з фейєрверком жертв у Анатолія Карпова. Також він досягав успіхів у партіях з Михайлом Талем і Борисом Спаським.

## Вшанування пам'яті
28 квітня 2016 року відповідно до закону України «Про засудження комуністичного та націонал-соціалістичного (нацистського) тоталітарного режимів та заборону пропаганди їхньої символіки» та політики декомунізації України в Одесі, на батьківщині Юхима Петровича було перейменовано декілька вулиць. Зокрема, було увічнено пам'ять Геллера і його ім'ям було названо колишню вулицю Жовтневої революції.

## Результати виступів у чемпіонатах України
Юхим Геллер зіграв у 8-ми фінальних турнірах чемпіонатів України, набравши загалом 101 очко зі 141 можливого.
| Рік  | Місто | Турнір                 | +  | − | = | Результат | Місце  |
| ---- | ----- | ---------------------- | -- | - | - | --------- | ------ |
| 1946 | Київ  | 15-й чемпіонат України |    |   |   | 11½ з 17  | 4 — 6  |
| 1947 | Київ  | 16-й чемпіонат України | 8  | 5 | 3 | 9½ з 16   | 6      |
| 1948 | Київ  | 17-й чемпіонат України | 9  | 5 | 4 | 11 з 18   | 5 — 8  |
| 1949 | Одеса | 18-й чемпіонат України | 12 | 4 | 3 | 13½ з 19  | Silver |
| 1950 | Київ  | 19-й чемпіонат України | 10 | 2 | 5 | 12½ з 17  | Gold   |
| 1957 | Київ  | 26-й чемпіонат України | 10 | 2 | 5 | 12½ з 17  | Gold   |
| 1958 | Київ  | 27-й чемпіонат України | 10 | 1 | 5 | 12½ з 16  | Gold   |
| 1959 | Київ  | 28-й чемпіонат України | 15 | 0 | 6 | 18 з 21   | Gold   |